# Douglas Fairbanks
Douglas Fairbanks (născut ca  Douglas Elton Thomas Ullman, n. 23 mai 1883, Colorado, SUA – d. 12 decembrie 1939, Santa Monica, California, SUA) a fost un actor american, scenarist, regizor și producător de film. A fost una dintre primele mari vedete ale cinematografiei, care s-a remarcat cu roluri de excepție în filme de aventură ca Semnul lui Zorro, Robin Hood sau Hoțul din Bagdad.
Fairbanks este unul dintre membrii fondatori ai United Artists. Este unul dintre membrii fondatori ai Academiei Americane a Artelor și Științelor Filmului și a fost gazda primei gale de decernare a Premiilor Oscar la 16 mai 1929.

## Filmografie
| An   | Titlu                                                                 | Menționat ca                       | Menționat ca | Menționat ca | Menționat ca |
| An   | Titlu                                                                 | Rol                                | Producător   | Scenarist    | Regizor      |
| ---- | --------------------------------------------------------------------- | ---------------------------------- | ------------ | ------------ | ------------ |
| 1915 | The Lamb                                                              | Gerald                             |              |              |              |
| 1915 | Martyrs of the Alamo                                                  | Joe / Texan Soldier                |              |              |              |
| 1915 | Double Trouble                                                        | Florian Amidon / Eugene Brassfield |              |              |              |
| 1916 | His Picture in the Papers                                             | Pete Prindle                       |              |              |              |
| 1916 | The Habit of Happiness                                                | Sunny Wiggins                      |              |              |              |
| 1916 | The Good Bad Man                                                      | Passin' Through                    |              | Da           |              |
| 1916 | Reggie Mixes In                                                       | Reggie Van Deuzen                  |              |              |              |
| 1916 | The Mystery of the Leaping Fish                                       | Coke Ennyday / Rolul lui           |              |              |              |
| 1916 | Flirting with Fate                                                    | Augy Holliday                      |              |              |              |
| 1916 | The Half-Breed                                                        | Lo Dorman (Sleeping Water)         |              |              |              |
| 1916 | Intolerance                                                           | Man on White Horse (French Story)  |              |              |              |
| 1916 | Manhattan Madness                                                     | Steve O'Dare                       |              |              |              |
| 1916 | American Aristocracy                                                  | Cassius Lee                        |              |              |              |
| 1916 | The Matrimaniac                                                       | Jimmie Conroy                      |              |              |              |
| 1916 | The Americano                                                         | Blaze Derringer                    |              |              |              |
| 1917 | All-Star Production of Patriotic Episodes for the Second Liberty Loan | Rolul lui                          |              |              |              |
| 1917 | In Again, Out Again                                                   | Teddy Rutherford                   | Da           |              |              |
| 1917 | Wild and Woolly                                                       | Jeff Hillington                    |              |              |              |
| 1917 | Down to Earth                                                         | Billy Gaynor                       | Da           | Da           |              |
| 1917 | The Man from Painted Post                                             | "Fancy Jim" Sherwood               |              | Da           |              |
| 1917 | Reaching for the Moon                                                 | Alexis Caesar Napoleon Brown       | Da           |              |              |
| 1917 | A Modern Musketeer                                                    | Ned Thacker/d'Artagnan             | Da           |              |              |
| 1918 | Headin' South                                                         | Headin' South                      | Da           |              |              |
| 1918 | Mr. Fix-It                                                            | Dick Remington                     | Da           |              |              |
| 1918 | Say! Young Fellow                                                     | The Young Fellow                   | Da           |              |              |
| 1918 | Bound in Morocco                                                      | George Travelwell                  | Da           | Da           |              |
| 1918 | He Comes Up Smiling                                                   | Jerry Martin                       | Da           |              |              |
| 1918 | Sic 'Em, Sam                                                          | Democracy                          |              |              |              |
| 1918 | Arizona                                                               | Lt. Denton                         | Da           | Da           | Da           |
| 1919 | The Knickerbocker Buckaroo                                            | Teddy Drake                        | Da           | Da           |              |
| 1919 | His Majesty, the American                                             | William Brooks                     | Da           | Da           |              |
| 1919 | When the Clouds Roll by                                               | Daniel Boone Brown                 | Da           | Da           |              |
| 1920 | The Mollycoddle                                                       | Richard Marshall III, IV and V     |              | Da           |              |
| 1920 | The Mark of Zorro                                                     | Don Diego Vega / Señor Zorro       | Da           | Da           |              |
| 1921 | The Nut                                                               | Charlie Jackson                    | Da           | Da           |              |
| 1921 | The Three Musketeers                                                  | d'Artagnan                         | Da           | Da           |              |
| 1922 | Robin Hood                                                            | Robin Hood                         | Da           | Da           |              |
| 1923 | Hollywood                                                             | Rolul lui                          |              |              |              |
| 1924 | The Thief of Bagdad                                                   | The Thief of Bagdad                | Da           | Da           |              |
| 1925 | Don Q, Son of Zorro                                                   | Don Cesar Vega / Zorro             | Da           |              |              |
| 1925 | Ben-Hur                                                               | Crowd extra in chariot race        |              |              |              |
| 1926 | The Black Pirate                                                      | The Black Pirate                   | Da           | Da           |              |
| 1927 | A Kiss From Mary Pickford                                             | Rolul lui                          |              |              |              |
| 1927 | The Gaucho                                                            | The Gaucho                         | Da           | Da           |              |
| 1928 | Show People                                                           | Rolul lui                          |              |              |              |
| 1929 | The Iron Mask                                                         | d'Artagnan                         | Da           | Da           |              |
| 1929 | The Taming of the Shrew                                               | Petruchio                          |              |              |              |
| 1930 | Reaching for the Moon                                                 | Larry Day                          | Da           |              |              |
| 1932 | Mr. Robinson Crusoe                                                   | Steve Drexel                       | Da           | Da           |              |
| 1934 | The Private Life of Don Juan                                          | Don Juan                           |              |              |              |
| 1937 | Ali Baba Goes to Town                                                 | Rolul său - at Fictional Premiere  |              |              |              |

## Legături externe
- Douglas Fairbanks la Internet Movie Database
- en Douglas Fairbanks la Internet Broadway Database
- Lucrări de Douglas Fairbanks la Proiectul Gutenberg
- Opere de sau despre Douglas Fairbanks la Internet Archive
- Lucrări de Douglas Fairbanks la LibriVox (cărți audio aflate în domeniul public)
- DouglasFairbanks.org official website, including news from 2005–2007; at the Wayback Machine
- DouglasFairbanks.wordpress.com (formerly DouglasFairbanks.org), including news from 2009–2012; at the Wayback Machine
- 100 Years of Doug Arhivat în 30 martie 2018, la Wayback Machine. tribute website run by a Fairbanks family member

## Vezi și
- Listă de actori americani